# Міжнародна мотоциклетна федерація
Міжнародна мотоциклетна федерація (фр. Fédération Internationale de Motocyclisme, скорочено FIM) — вища міжнародна організація з мотоциклетного спорту у світі, що об'єднує 103 національних федерацій з усіх шести континентів світу.
За правовою формою — некомерційна організація. Під егідою Федерації проводяться 63 чемпіонатів світу з різноманітних видів мотоперегонів, таких як шосейно-кільцеві мотогонки, трекові гонки (спідвей), мотокрос.
Заснована 21 грудня 1904 року в Парижі, до 1949 року називалась Міжнародна федерація мотоциклетних клубів. Від 2007 року у федерації існує комісія по змаганням серед жінок. Президент FIM — Віто Іпполіто (Венесуела), який у листопаді 2014 року був переобраний на третій чотирирічний термін. Штаб-квартира розташована в місті Міс (Швейцарія).
Benson & Hedges Jordan
￼
Masukkan paragraf

## Найбільш важливі чемпіонати
- MotoGP
- Чемпіонат світу Супербайк
- Чемпіонат світу Суперспорт
- Чемпіонат світу з мотокросу
- Чемпіонат світу Супермото
- Чемпіонат світу Ендуро
- Кубок світу з спідвею
- Чемпіонат світу зі спідвею